# Кучегер
Кучегер (рос. Кучегэр) — улус Курумканського району, Бурятії Росії. Входить до складу Сільського поселення Улюхан евенкійське.
Населення — 48 осіб (2015 рік).